# Karjakaivo friluftsområde

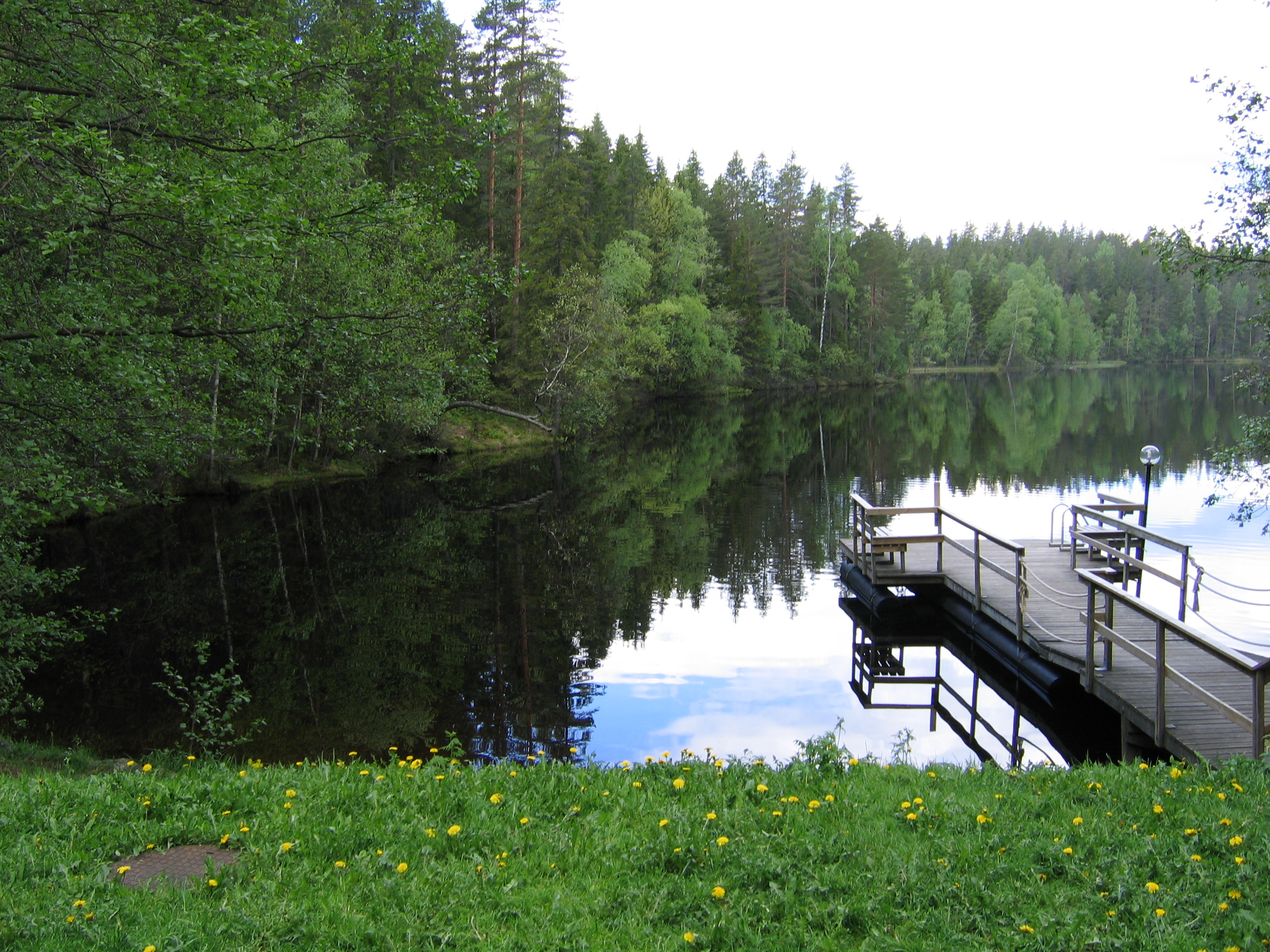

Karjakaivo friluftsområde (finska: Karjakaivon ulkoilualue) är ett friluftsområde i Esbo i Finland,
30 kilometer från Helsingfors, mellan Bodom träsk och Noux Långträsk. Karjakaivo och Pirttibacka friluftsområde bildar tillsammans ett större sammanhållet område för friluftsliv.
Området ligget kring sjön Karjakaivo och täcker en yta på cirka 4,6 kvadratkilometer.